# Dieter Puppe
Siegmund Dieter Puppe (Łódź, 16 de dezembro de 1930 — 13 de agosto de 2005) foi um matemático alemão.
Dentre seus orientados constam Tammo tom Dieck, Hans-Werner Henn e Rudolf Fritsch.

## Obras
- com Hans-Berndt Brinkmann Kategorien und Funktoren (= Lecture Notes in Mathematics. Volume 18), Springer-Verlag, 1966, ISBN 978-3540036012.
- Stabile Homotopietheorie I.[ligação inativa] Mathematische Annalen Volume 169, 1967.
- Einhängungssätze im Aufbau der Homotopietheorie.[ligação inativa] Jahresbericht DMV 1969.
- com Hans-Berndt Brinkmann Abelsche und exakte Kategorien, Korrespondenzen, Lecture Notes in Mathematics, Volume 96, Springer-Verlag, 1969, ISBN 978-3540046158.
- com Tammo tom Dieck, Klaus Heiner Kamps: Homotopietheorie (= Lecture Notes in Mathematics. Volume 157). Springer Verlag, 1970, ISBN 3-540-05185-6 (entstanden aus einer Vorlesung von Puppe an der University of Minnesota 1966/67).
- com Hans-Werner Henn: Algebraische Topologie. In: Gerd Fischer u.a.: Ein Jahrhundert Mathematik 1890–1990: Festschrift zum Jubiläum des DMV. Vieweg 1990.